# Кларии
Кларии (лат. Clarias) — род пресноводных лучепёрых рыб из семейства клариевых. Название происходит от греческого chlaros, что означает живой, со ссылкой на способность рыбы жить в течение длительного времени извлечённой из воды.
Некоторые из них, например Clarias batrachus — интродуцированный вид во Флориде. Многие из видов этих рыб имеют большое экономическое значение. А небольшие виды разводят в аквариумах.
Этот род отличается длинным спинным плавником, который тянется от затылка до хвостового плавника, длинным анальным плавником, 8 усиками (2 около ноздрей, 2 на верхней и 4 на нижней челюсти), угревидным телом и древовидными придаточными жаберными органами на 2-й и 4-й жаберных дугах, отсутствует чешуя и мелкие кости. Населяет воды Африки, юго-западной и юго-восточной Азии. Для кларий свойственна способность дышать атмосферным воздухом.

## Классификация
На февраль 2018 года в род включают 61 вид:
| - Clarias abbreviatus - Clarias agboyiensis - Clarias albopunctatus - Clarias alluaudi - Clarias anfractus - Clarias angolensis - Clarias anguillaris - Clarias batrachus - Clarias batu - Clarias brachysoma - Clarias buettikoferi - Clarias buthupogon - Clarias camerunensis - Clarias cataractus - Clarias cavernicola - Clarias dayi - Clarias dhonti - Clarias dumerilii - Clarias dussumieri - Clarias ebriensis - Clarias engelseni | - Clarias fuscus - Clarias gabonensis - Clarias gariepinus - Clarias gracilentus - Clarias hilli - Clarias insolitus - Clarias intermedius - Clarias jaensis - Clarias kapuasensis - Clarias laeviceps - Clarias lamottei - Clarias leiacanthus - Clarias liocephalus - Clarias longior - Clarias maclareni - Clarias macrocephalus - Clarias macromystax - Clarias magur - Clarias meladerma - Clarias microspilus | - Clarias microstomus - Clarias nebulosus - Clarias ngamensis - Clarias nieuhofii - Clarias nigricans - Clarias nigromarmoratus - Clarias olivaceus - Clarias pachynema - Clarias planiceps - Clarias platycephalus - Clarias pseudoleiacanthus - Clarias pseudonieuhofii - Clarias salae - Clarias serniosus - Clarias stappersii - Clarias submarginatus - Clarias sulcatus - Clarias teijsmanni - Clarias theodorae - Clarias werneri |